# Cerro Corá (película)
Cerro Corá es una película paraguaya considerada como el primer largometraje de ficción histórica realizado completamente con producción paraguaya, y en formato de 35 milímetros. Se basa en episodios históricos de la Guerra de la Triple Alianza; y fue financiado por el gobierno del general Alfredo Stroessner.

## Sinopsis
La trama sigue el itinerario del mariscal Francisco Solano López durante la Guerra contra la Triple Alianza.

## Producción
El filme contaba con representaciones de algunas de las más grandes batallas y episodios de la guerra, como la victoria paraguaya en Curupayty, el ataque aliado a Piribebuy y la batalla que da título al filme, con un gran despliegue sin precedentes en nuestro país de más de 5.000 extras y efectos especiales tras un rodaje de varios meses.
El filme sería restaurado a base de grabaciones de canales de televisión y colecciones privadas (la copia original en negativo se perdió) para un reestreno comercial en mayo de 2002.
Este filme marcó una nueva época, dado que a partir de allí todos los largometrajes paraguayos se realizarían en 35 mm y a color. Pronto aparecerían nuevos nombres que se encargarían de seguir, como mejor podían, el lento pero sostenido crecimiento del cine paraguayo hasta nuestros días.